# 10428 Вандерс
10428 Вандерс (10428 Wanders) — астероїд головного поясу, відкритий 24 вересня 1960 року.
Тіссеранів параметр щодо Юпітера — 3,405.
Названо на честь нідерландського астронома Адріануса Вандерса, автора науково-популярних книжок з астрономії. В 30-х роках XX століття досліджував плями на Сонці.